# 1 (getal)
Het getal een, weergegeven door het enkele cijfer 1, is het natuurlijke getal dat nul opvolgt en aan twee voorafgaat. Het representeert een enkele entiteit in de eenheid van tellen en meten.
Het Romeinse cijfer voor één is de letter I.

## In de wiskunde
- Voor elk getal {\displaystyle x}:
  - {\displaystyle x\cdot 1=1\cdot x=x} (1 is het neutraal element voor de vermenigvuldiging);
  - {\displaystyle x/1=x} (zie delen);
  - {\displaystyle x^{1}=x}, {\displaystyle 1^{x}=1} en, als {\displaystyle x\neq 0,\ x^{-1}=1/x} (zie machtsverheffen).
- Het getal 1 is slechts deelbaar door 1 en dus door zichzelf, maar is bij afspraak géén priemgetal. Als een willekeurig positief geheel getal, bijvoorbeeld 70, wordt ontbonden in priemfactoren: 70 = 2 × 5 × 7, wordt het getal 1 dus niet vermeld aangezien het geen priemgetal is.
- Het getal 1 is een automorf getal
- Het getal 1 is een harmonisch getal.
- 1 wordt in veel gevallen als eerste getal van een getallenrij gekozen, zoals bij de rij van Fibonacci, de rij van Lucas, de rij van Padovan, de gelukkige getallen, de Catalan-getallen en alle rijen van veelhoeksgetallen en piramidegetallen.

## In de natuurwetenschappen
- Het atoomnummer van waterstof.
- Een tandwiel met module 1 heeft een steekcirkeldiameter die gelijk is aan het aantal tanden.
- In de kleurcode voor elektronische componenten wordt 1 aangeduid met bruin.
- In de kleurcodering in de bibliotheek wordt de 1 door de letter B op een zwart vlak gerepresenteerd.
- In de digitale techniek worden 1 en 0 als de enige twee mogelijke toestanden gezien.

## In een mensenleven
- Een mens zonder partner heet een alleenstaande, alleengaande, single, weduwe of weduwnaar.
- Een geluidsweergave via een enkel kanaal heet mono.
- Een vervoermiddel op één rail heet monorail.
- Acrobaten berijden fietsen met één wiel, een eenwieler.
- Het tijdstip van één uur in de middag wordt vaak als 13.00 uur geschreven.
- Een is de laagste worp bij spellen met één dobbelsteen
- Het cijfer 1 is in Nederland het laagste dat op school kan worden gegeven en in Duitsland het hoogste.

## Overig
- Een is een dorp in de Nederlandse provincie Drenthe, behorend tot de gemeente Noordenveld.
- Nummer Eén is een buurtschap in Zeeuws-Vlaanderen, behorend tot de gemeente Sluis.
- Eén is de naam van de Vlaamse televisiefamiliezender van de VRT, de vroegere TV1.